# Agoué
Agoué est un arrondissement dans le département de Mono au Bénin, division administrative de Grand-Popo. Il est composé de 8 villages : Agoué, Agoué gbedjin, Ayiguinnou, Hilla condji, Louis condji, Missihoun condji, Nicoé condji, Zogbedji.

## Histoire
La ville historique d'Agoué est l'un des plus grands et plus peuplés arrondissements de la commune de Grand-Popo, située à 110 km de Cotonou et servant de frontière terrestre avec le Togo voisin par Hillacondji, regorge de vestiges anciens. Les ressortissants d'Agoué sont éparpillés dans le monde et sont  surtout au Togo voisin. Cette localité historique est aujourd'hui menacé par l'érosion côtière.

### Origines
La fondation du royaume d'Agoué remonte aux années 1812. Il sera annexé en 1895, et reformé sous l'autorité coloniale française en 1901.

### Liste des rois
| Nom                | Règne       |
| ------------------ | ----------- |
| Komlagan           | 1812 - 1821 |
| Katraya            | 1821 - 1833 |
| Agunu              | 1833 - 1834 |
| Toji               | 1834 - 1844 |
| Kponton I avumbe   | 1844 - 1846 |
| Hanto Tona         | 1846 - 1858 |
| Soji = Komin Agidi | 1858 - 1873 |
| Atanle             | 1873 - 1889 |
| Ahrlonko Butiyi    | 1889-1894   |
| Kwasihela Diogo    | 1894 - 1895 |
| Abalo Bajavi       | 1901 - 1930 |
| Kofi Titriwe       | 1930 - 1935 |
| Augustino Olympio  | 1937 - 1945 |
| Kponton II         | 1946 - 1949 |

## Personnalités liées
- Augustin Nicoué, imprimeur et fondateur du Phare du Dahomey

## Galerie de photos

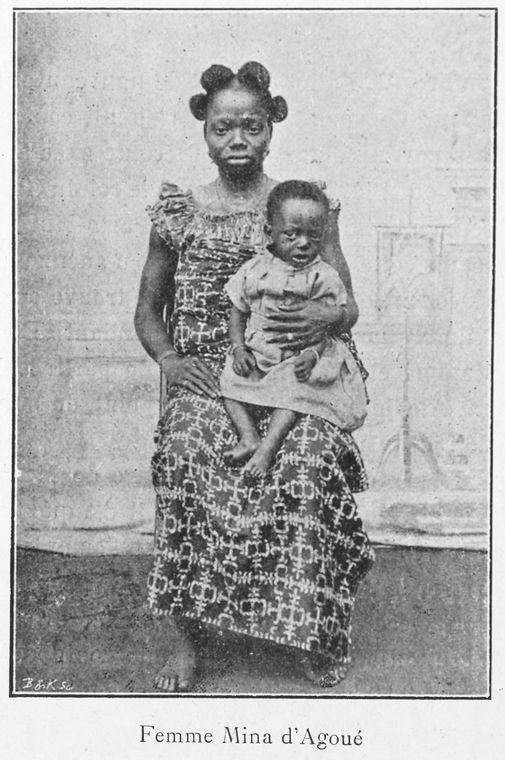
Femme Mina d'Agoué (1900)
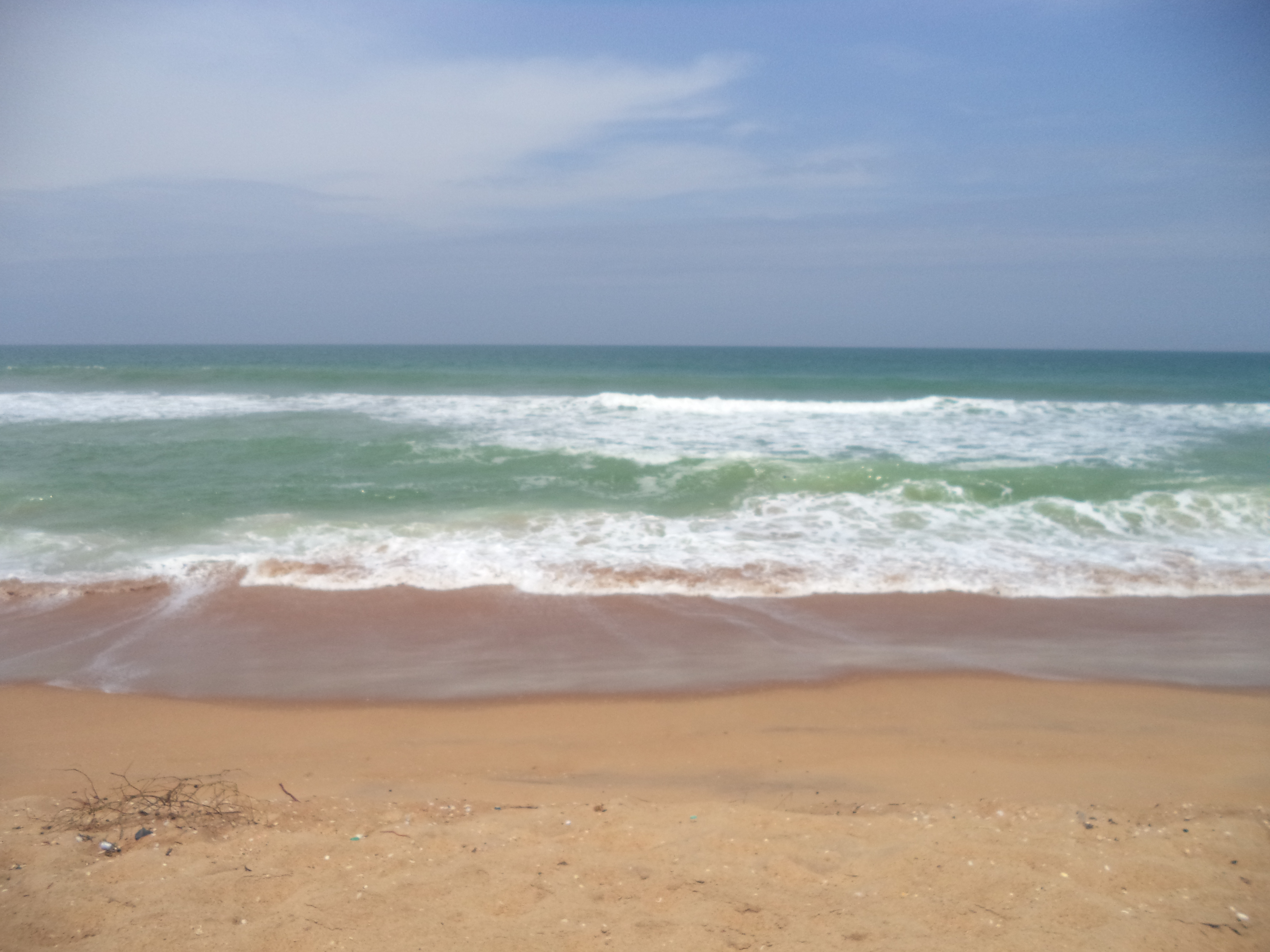
Plage à Agoué